# Pierre Baudin

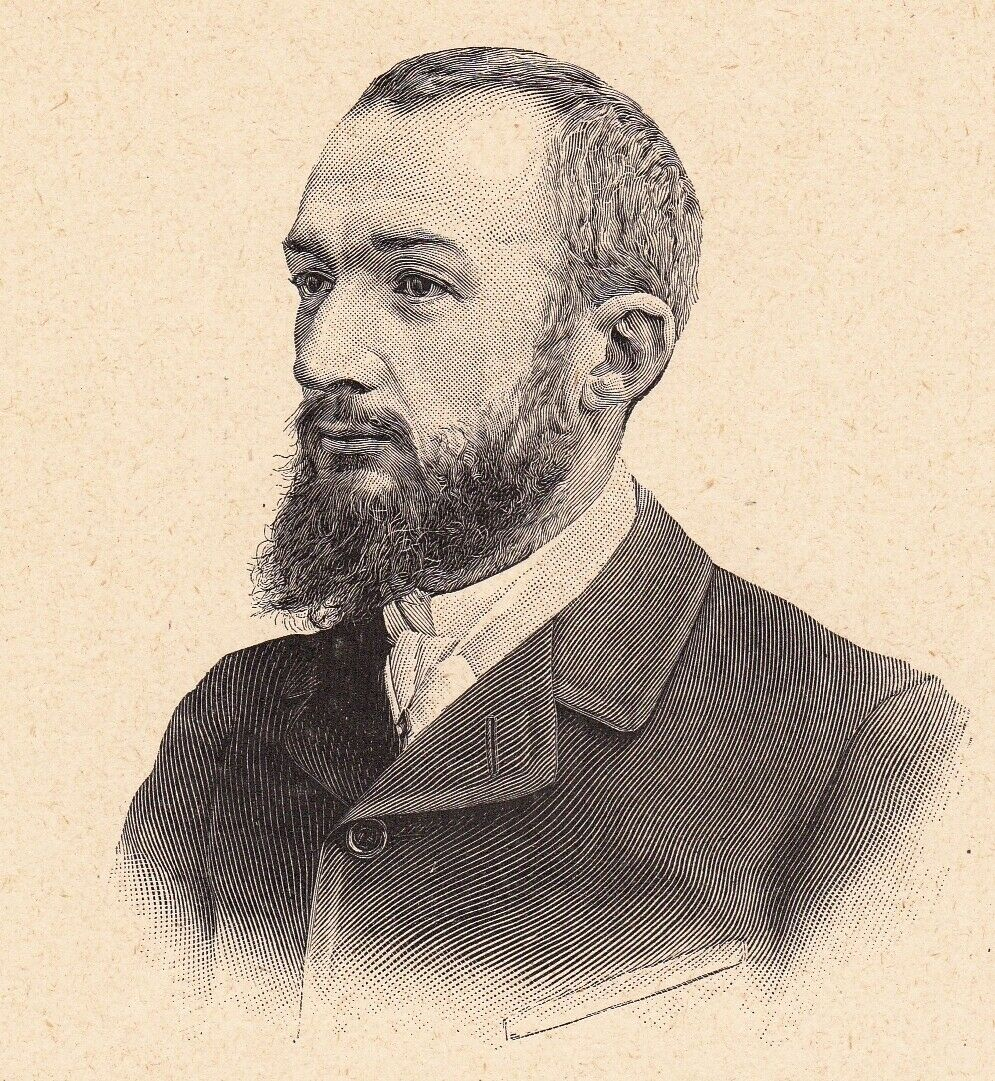
Pierre Baudin.

Pierre Baudin, född den 21 augusti 1863 i Nantua, död den 31 juli 1917 i Paris, var en fransk politiker. Han var brorson till Alphonse Baudin.
Baudin var advokat i Paris och blev president i Paris municipalråd (1896). Baudin blev 1898 ledamot av deputeradekammaren för Paris och var juni 1899–juni 1902 minister för offentliga arbeten i Pierre Waldeck-Rousseaus kabinett. Som sådan arbetade han energiskt för utvecklingen av Frankrikes kanalsystem och förbättringen av dess hamnar, varjämte han var en bland huvudorganisatörerna av världsutställningen i Paris 1900. Han tillhörde deputeradekammaren till 1909, då han blev senator för departementet Ain. I senaten tillhörde han demokratiska vänstern och anlitades träget som utskottsrapportör. Baudin var marinminister januari–mars 1913 i ministären Briand samt mars–oktober 1913 i ministären Barthou. År 1915 företog han på officiellt uppdrag en propagandaresa till Argentina. Bland hans många skrifter märks L'Allemagne dans la Méditerranée (1907), Notre armée à l'oeuvre (1909) och L'empire allemand et L'Allemagne (1912).